# Johannes Hallmann
Johannes Hallmann (* 23. Februar 1964 in Zeven) ist ein deutscher Agrarwissenschaftler und Phytomediziner. Er ist Wissenschaftlicher Leiter am Julius Kühn-Institut, Bundesforschungsinstitut für Kulturpflanzen, Direktor des Instituts für Epidemiologie und Pathogendiagnostik in Braunschweig, Hochschullehrer für Nematologie sowie war 1. Vorsitzender der Deutschen Gesellschaft für Phytomedizin 2017/18.

## Leben und Wirken
Johannes Hallmann studierte nach Schulausbildung und Abitur an der Rheinischen Friedrich-Wilhelms Universität Bonn Agrarwissenschaften mit Schwerpunkt Pflanzenproduktion. An dieser Universität promovierte er 1994 und wurde dort auch 2003 mit Venia Legendi im Fach Pflanzenkrankheiten habilitiert.
Forschungsaufenthalte führten ihn u. a. an die US-amerikanische Auburn University in Alabama, das Nuriootpa Research Center in Australien und an die Kenyatta University & ICIPE in Kenia. Weitere Engagements absolvierte er im Department of Plant and Microbial Biology, University of California, Berkeley, USA, als FAO-Consultant für die Farmers Field School in Indonesien, zum Nematology Training an die Yezin Agricultural University, Myanmar, sowie im Rahmen des Twinning Projects: Strengthening the Phytosanitary Inspection nach Kroatien und Ukraine.
Seit 2005 lehrt er als Privatdozent an der Rheinischen Friedrich-Wilhelms-Universität Bonn im Fachgebiet Phytomedizin (Bereiche: Nematologie und Biologischer Pflanzenschutz). Seit 2006 hat er einen Lehrauftrag an der Universität Kassel, ab 2014 als Apl. Professor für das Fachgebiet Nematologie im Fachbereich Ökologische Agrarwissenschaften, und seit 2016 besitzt er einen weiteren Lehrauftrag an der Humboldt-Universität zu Berlin im Fachgebiet Phytomedizin.

## Forschungsengagements
- Vorkommen, Verbreitung und Schadpotenzial pflanzenparasitärer Nematoden in Deutschland mit Schwerpunkten in Gemüsebau, Sonderkulturen, *Ökolandbau und Sportrasen
- Biologie und Epidemiologie pflanzenparasitärer Nematoden
- Wirt/Parasit-Interkationen
- Wechselwirkungen mit antagonistischen Mikroorganismen und/oder Pflanzenpathogenen
- Bestimmung pflanzenparasitärer Nematoden; Betreuung der Deutschen Nematodensammlung (DNST)
- Organisatorische Leitung des JKI Standortes Münster
- Leitung der GLP-Prüfeinrichtung Wirbeltierforschung
- Hallmann hat bisher 7 Bücher/Monographien, 16 Buchkapitel und mehr als 140 Fachartikel veröffentlicht (Stand 2017).

## Ehrenamtliche Tätigkeiten
- Seit Beginn des Jahres 2017 ist Johannes Hallmann 1. Vorsitzender der Deutschen Phytomedizinische Gesellschaft (DPG, Vorstand 2015–2020)
- Von 2002 bis 2011 leitete er den DPG-Arbeitskreis „Nematologie“.
- Von 2010 bis 2014 engagierte er sich im Nachwuchsausschuss der Fachgesellschaft.
- Leitung der Sitzung der Fachreferenten Nematologie
- EPPO Diagnostic Panel on Nematodes
- Q-bank Kurator für Nematologie
- European Society of Nematologists
- Society of Nematologists
- Organization of Nematologists of Tropical America

## Ehrungen und Auszeichnungen
- 1991 bis 1992 Graduiertenstipendium des Landes Nordrhein-Westfalen
- 1994 bis 1996 Feodor-Lynen Stipendium der Alexander von Humboldt-Stiftung
- 1997 bis 1999 Habilitationsstipendium der Deutschen Forschungsgemeinschaft
- 2002 erhielt er den von der DPG alle zwei Jahre vergebenen Julius Kühn-Preis für Wissenschaftler unter 40 Jahren.

## Publikationen (Auswahl)
- Bücher & Monographien
  - J. Hallmann, J. Keßler, R. Grosch, M. Schlathölter, F. Rau, W. Schütze, M. Daub: Biofumigation als Pflanzenschutzverfahren: Chancen und Grenzen. In: Berichte aus dem Julius Kühn-Institut. Heft 155, Saphir Verlag 2010, S. 102.
  - J. Hallmann, A. Quadt-Hallmann, A. von Tiedemann: Phytomedizin. (= Grundwissen Bachelor). 2. Auflage. Verlag Eugen Ulmer, 2009, ISBN 978-3-8001-2921-8, S. 516.
  - J. Hallmann, B. Niere: Aktuelle Beiträge zur Nematodenforschung. (= Mitt. a. d. Biol. Bundesanstalt. Heft 404). 2006, ISBN 3-930037-25-4, S. 94.
  - J. Hallmann: Pflanzenschutz im Ökologischen Landbau – Probleme und Lösungsansätze: Pflanzenparasitäre Nematoden. (= Berichte aus der Biologischen Bundesanstalt für Land- und Forstwirtschaft. Heft 131). Saphir Verlag, 2006, S. 62.
  - J. Hallmann: Biologische Bekämpfung pflanzenparasitärer Nematoden mit antagonistischen Bakterien. (= Mitt. a. d. Biol. Bundesanstalt. Heft 392). 2003, ISBN 3-930037-08-4, S. 128.

- Beiträge in wissenschaftlichen Büchern
  - J. Hallmann, S. Kiewnick: Diseases caused by nematodes in organic agriculture. In: M. Finckh, A. H. van Bruggen, L. Tamm: Plant Diseases and their Management in Organic Agriculture. APS Press, St. Paul, MI, USA 2015, S. 91–105.
  - Hallmann: Nematoden als Schädlinge an Kulturpflanzen. In: M. Poehling, J.-A. Verreet (Hrsg.): Lehrbuch Phytomedizin. Ulmer Verlag, Stuttgart 2013, S. 342–356.
  - Hallmann: Tierische Schädlinge – Nematoda. In: M. Poehling, J.-A. Verreet (Hrsg.): Lehrbuch Phytomedizin. Ulmer Verlag, Stuttgart 2013, S. 196–207.
  - J. Hallmann, R. A. Sikora: Endophytic fungi. In: Y. Spiegel, K. Davies (Hrsg.): Biological Control of plant parasitic nematodes: building coherence between microbial ecology and molecular mechanisms. Springer, Dordrecht 2011, S. 227–258.
  - J. Hallmann: Plant Interactions with Endophytic Bacteria. In: M. J. Jeger, N. J. Spence (Hrsg.): Biotic Interactions in Plant-Pathogen Associations. CABI Publishing, Wallingford, UK 2000, S. 87–119. doi:10.1079/9780851995120.0087.
  - J. Hallmann, K. G. Davies, R. Sikora: Biological control using microbial pathogens, endophytes and antagonists. In: R. N. Perry, M. Moens, J. L. Starr (Hrsg.): Root-knot nematodes. CABI Publishing, Wallingford, UK 2009, S. 380–411. doi:10.1079/9781845934927.0380.
  - J. Hallmann, G. Berg: Spectrum and population dynamics of bacterial root endophytes. In: B. Schulz, C. Boyle, T. Sieber (Hrsg.): Microbial Root Endophytes. Springer-Verlag, Berlin 2006, S. 15–32.
  - G. Berg, J. Hallmann: Control of plant pathogenic fungi with bacterial endophytes. In: B. Schulz, C. Boyle, T. Sieber (Hrsg.): Microbial Root Endophytes. Springer-Verlag, Berlin 2006, S. 53–70.
  - J. Hallmann, G. Berg, B. Schulz: Isolation procedures for endophytic bacteria. In: B. Schulz, C. Boyle, T. Sieber (Hrsg.): Microbial Root Endophytes. Springer-Verlag, Berlin 2006, S. 299–320.
  - D. J. Hooper, J. Hallmann, S. Subbotin: Methods for Extracting and Detection of Plant and Soil Nematodes. In: M. Luc, R. A. Sikora, J. Bridge (Hrsg.): Plant Parasitic Nematodes in Subtropical and Tropical Agriculture. 2. Auflage. CABI Publishing, Wallingford, UK 2005, S. 53–86. doi:10.1079/9780851997278.0053.
  - M. Hommes, K. Schrameyer, M. Fischbach, J. Hallmann: Schadorganismen im Freilandgemüsebau. In: S. Kühne, U. Burth, P. Mary (Hrsg.): Biologischer Pflanzenschutz im Freiland – Pflanzengesundheit im ökologischen Landbau. Eugen Ulmer 2006, S. 108–174